# Gloria (película de 1980)
Gloria es una película de drama estadounidense de 1980 escrita y dirigida por John Cassavetes. Estuvo protagonizada por Gena Rowlands y John Adames en los papeles principales. Obtuvo críticas positivas, y la interpretación de Rowlands le valió su segunda nominación en los Premios Oscar a la Mejor Actriz.

## Argumento
La película cuenta cómo Gloria, exnovia de un gánster y exbailarina de cabaret, ayuda en la huida de Phil, un niño puertorriqueño que es buscado por la información que su padre, contador de la mafia, le dio para que guardara y que iba destinada a la FBI.

## Reparto
- Gena Rowlands como Gloria Swenson
- Julie Carmen como Jeri Dawn
- Buck Henry como Jack Dawn
- John Adames como Phil Dawn
- Lupe Garnica como Margarita Vargas
- John Finnegan como Frank
- Tom Noonan, J.C. Quinn, y Sonny Landham como unos matones
- Lawrence Tierney

## Recepción

### Crítica
En el agregador de reseñas Rotten Tomatoes, la película tiene un índice de aprobación del 93% basado en 28 reseñas, con una calificación promedio de 7.1/10. El consenso de los críticos del sitio web dice: "Una entrada comparativamente comercial del director John Cassavetes, los placeres pulposos de Gloria se ven elevados por su toque observador y la actuación estelar de Gena Rowlands". "
En una reseña para el Chicago Sun-Times , Roger Ebert le dio a la película tres de cuatro estrellas y la describió como "dura, dulce y tonta", así como "divertida y atractiva pero leve". Él creía que la naturaleza demasiado tonta del guion se ve redimida por la "confianza de Cassavetes en una construcción de la trama comprobada y verdadera" y las actuaciones, particularmente la de Rowlands, quien dijo que "impulsa la acción con una energía nerviosa tan atractiva que nos no tengas el corazón para detenerte y pensar en lo tonto que es todo".
El cineasta japonés Akira Kurosawa citó a Gloria como una de sus películas favoritas.

### Premios y nominaciones
| Premio                                  | Categoría                                    | Nominado/a                | Resultado  |
| --------------------------------------- | -------------------------------------------- | ------------------------- | ---------- |
| Premios Oscar                           | Mejor Actriz                                 | Gena Rowlands             | Nominada   |
| Boston Society of Film Critics Awards   | Mejor Actriz                                 | Gena Rowlands             | Ganadora   |
| Cahiers du Cinéma                       | Mejor película                               | John Cassavetes           | 10° puesto |
| Golden Globe Awards                     | Mejor Actriz de Drama                        | Gena Rowlands             | Nominada   |
| Golden Raspberry Awards                 | Actor de reparto                             | John Adames               | Ganador    |
| Stinkers Bad Movie Awards               | Interpretación de un niño en papel principal | John Adames               | Nominado   |
| Turkish Film Critics Association Awards | Mejor película extranjera                    | Mejor película extranjera | 3° puesto  |
| Festival de Venecia                     | Oso de oro                                   | John Cassavetes           | Ganador    |
| Festival de Venecia                     | OCIC Award (mención honorífica)              | John Cassavetes           | Ganador    |

## Otras versiones y secuela
Gloria tuvo una adaptación en 1999. Con guion de Steve Antin y dirigido por Sidney Lumet, lo protagonizan Sharon Stone y Jean-Luke Figueroa.[cita requerida]
John Cassavetes escribió, a finales de la década de 1980, una secuela. En un artículo del Chicago Tribune del 28 de febrero de ese año (veinticinco días después del fallecimiento del director), se dijo que Gena Rowlands volvería a hacer el papel, pero la película nunca se llevó a cabo.

## Secuela de créditos
Las obras que aparecen en la secuela de créditos al inicio de la película son acuarelas de Romare  Bearden.